# Epiblastus montihageni
Lan dạ bích Hagen (danh pháp hai phần: Epiblastus montihageni) là một loài thực vật có hoa trong họ Lan (Orchidaceae). Loài này được P.Royen mô tả khoa học đầu tiên năm 1979.